# William Baxter (curador)
William Baxter ALS, FHS (Rugby (Warwickshire), 15 de enero de 1787 - 1 de noviembre de 1871), fue un botánico y curador escocés, autor de British Phaenogamous Botany y curador por oposición del Oxford Botanic Garden en 1813.
British Phaenogamous Botany or Figures and Descriptions of the Genera of British Flowering Plants, se publica en 6 volúmenes por Baxter entre 1834 a 1843, con 509 grabados coloreados a mano en planchas de cobre por Isaac Russell (un pintor de vidrio de Oxford) y por C. Matthews. Esos artistas no estaban entrenados en la pintura botánica, pero gradualmente adquirieron un buen conocimiento de la buena técnica. Las ilustraciones más tarde las coloreaban las hijas y nueras de Baxter. Los volúmenes se pusieron a la venta por Whittaker, Treacher & Co., Londres y por John W. Parker.
William Hart Baxter (c. 1816-1890), hijo de William Baxter, lo sucede como curador del Jardín Botánico de la Universidad de Oxford.
- La abreviatura «Baxter» se emplea para indicar a William Baxter como autoridad en la descripción y clasificación científica de los vegetales.[1]

## Galería

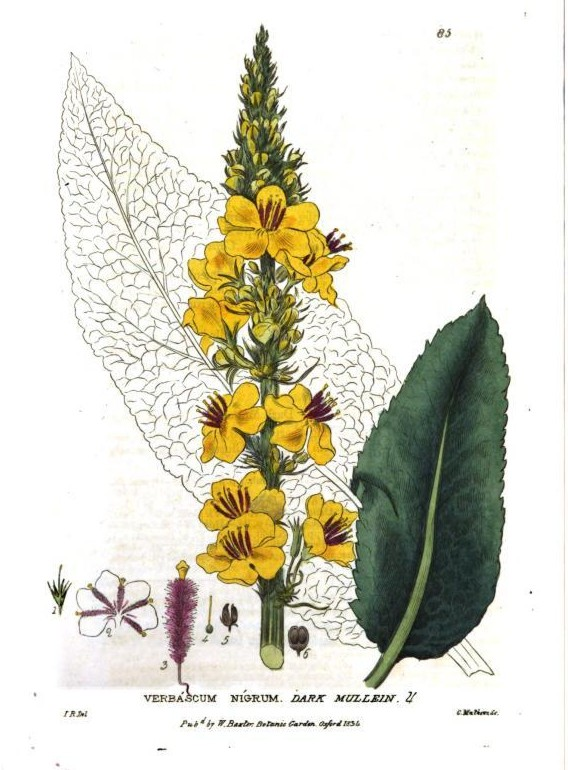
Verbascum nigrum L.
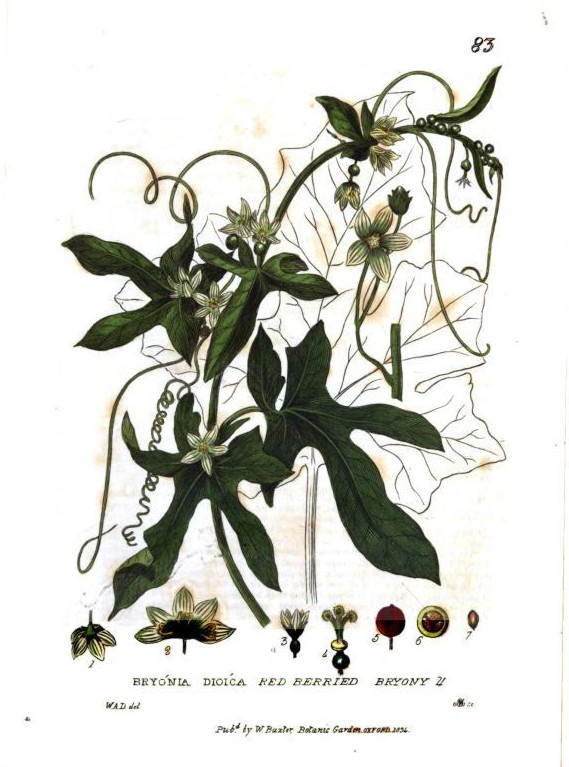
Bryonia dioica Jacq.